# Низшие грибы
Ни́зшие грибы́ — все отделы, относящиеся к грибам, кроме аскомицетов (лат. Ascomycota) и базидиомицетов (Basidiomycota) — отделов подцарства высших грибов (Dikarya), а также дейтеромицетов (Deuteromycota). Характеризуются неклеточным, не имеющим перегородок мицелием (грибницей); у наиболее примитивно организованных хитридиомицетов вегетативное тело представляет собой голый протопласт. Иногда гифы грибов не образуются, а возникает плазмодий — разрастание цитоплазмы со многими ядрами. В связи с пересмотром состава царства грибов в эту группу в разное время входили или входят:
- Миксомицеты (Myxomycota)
- Оомицеты (Oomycota)
- Гломеромицеты (Glomeromycota)
- Гифохитриомицеты (Hyphochytriomycota)
- Лабиринтуломицеты (Labyrinthulomycota)
- Хитридиомицеты (Chytridiomycota)
- Зигомицеты (Zygomycota)

и др. отделы. Поскольку по некоторым классификациям в данном списке остались только зигомицеты, то в таком случае иногда понятие низшие грибы переносится на них.
Низшие грибы играют важную роль при разложении разного рода органических остатков, а также в подавлении численности многих вредных видов.